# Yeoford

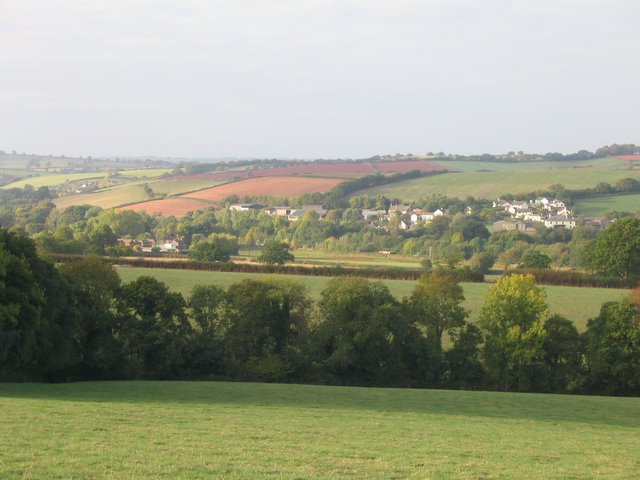
Yeoford im Tal des Yeo

Yeoford ist ein Dorf nahe der Stadt Crediton in Devon in Südwest-England. Namensgebend war der Fluss Yeo, der das Dorf durchfließt. Yeoford ist der Hauptort der Gemeinde (Parish) Crediton Hamlets. Das Postamt wurde im Zuge von Rationalisierungsmaßnahmen 2008 geschlossen.

## Verkehrsanbindung
Der Bahnhof Yeoford war ein Eisenbahnknoten zwischen der Exeter und Barnstaple verbindenden Tarka Line mit der Dartmoor-Strecke nach Okehampton. Die Tarka Line verkehrt inzwischen wieder, nachdem sie seit 1972 für 30 Jahre geschlossen war.

## Grundschule
Die Grundschule des Ortes (Yeoford Community Primary School) existiert seit 1878 und hat zurzeit drei Klassen. Sie hatte von Beginn an gemischte Klassen.

## Lokale Verwaltung
Yeoford gehört zur „Mid Devon local authority area“, dessen Verwaltung in Crediton ansässig ist. Historisch ist es Teil des „Crediton Hundred“. Die Telefon-Vorwahl lautet 01363, die Postleitzahl EX17.